# أنطونيو أوتيغي
انطونيو اوتيغي (بالإسبانية: Antonio Otegui)‏ (7 مارس 1998 في إسبانيا - ) هو لاعب كرة قدم إسباني في مركز الوسط. شارك مع منتخب إسبانيا تحت 18 سنة لكرة القدم. أما مع النوادي، فقد لعب مع أوساسونا.

## وصلات خارجية
- أنطونيو أوتيغي على موقع قاعدة بيانات كرة القدم.إي يو (الإنجليزية)
- أنطونيو أوتيغي على موقع Soccerway.com (الإنجليزية)